# Salah Bounour
Pour les articles homonymes, voir Bounour.
Salah Bounour (en arabe : صالح بونور) est un footballeur international algérien né le 20 février 1951 à Annaba. Il évoluait au poste de milieu de terrain.

## Biographie

### En club
Il évoluait en première division algérienne avec son club formateur, le HAMRA Annaba ou il a passé l'intégralité de sa carrière footballistique.

### En équipe nationale
Il reçoit une seule sélection en équipe d'Algérie en 1971. Son seul match a eu lieu le 24 novembre 1971 contre la Libye (nul 0-0).

## Palmarès
HAMRA Annaba
- Coupe d'Algérie (1) :
  - Vainqueur : 1971-72.